# Lineodes integra
Lineodes integra is een vlinder uit de familie van de grasmotten (Crambidae), uit de onderfamilie van de Spilomelinae. De wetenschappelijke naam van deze soort is voor het eerst gepubliceerd in 1873 door Philipp Christoph Zeller.
De spanwijdte bedraagt 20 millimeter.
De soort komt voor in Canada, de Verenigde Staten en Cuba.